# Phytobia guatemalensis
Phytobia guatemalensis este o specie de muște din genul Phytobia, familia Agromyzidae, descrisă de Mitsuhiro Sasakawa în anul 2005.
Este endemică în Guatemala. Conform Catalogue of Life specia Phytobia guatemalensis nu are subspecii cunoscute.